# Márcio Mixirica
Márcio Mixirica mit vollem Namen Márcio Mandinga dos Santos (* 23. Januar 1975 in Mogi das Cruzes) ist ein ehemaliger brasilianischer Fußballspieler.

## Karriere
Márcio Mixirica begann seine Karriere 1994 bei CA Bragantino. Dort spielte er vier Jahre lang und wechselte danach zu Paulista FC. Im Jahr 1999 folgten innerhalb von sieben Monaten, vier Vereinswechseln zu São José EC, EC Juventude, Portuguesa und Galatasaray Istanbul.
In seiner ersten Saison für Galatasaray war Márcio Mixirica hinter Hakan Şükür und Arif Erdem meistens Ergänzungsspieler. In 23 Ligaspielen traf der Brasilianer neunmal das Tor. Im türkischen Pokal wurde er mit acht weiteren Spielern Torschützenkönig. Mit Galatasaray gewann er am Ende der Saison 1999/2000 die türkische Meisterschaft und den türkischen Pokal sowie den UEFA-Pokal. Drei Monate nach dem Gewinn des UEFA-Pokals folgte der Sieg im UEFA Super Cup. Der Stürmer verließ Galatasaray zur Saison 2001/02 und wurde Spieler von Boavista Porto.
Nach der Zeit in Porto folgten kurze Engagements in seiner Heimat Brasilien. Seine Karriere beendete der Stürmer 2010.

## Erfolge
Galatasaray Istanbul
- Türkischer Meister: 2000
- Türkischer Fußballpokal: 2000
- UEFA-Pokal: 2000
- UEFA Supercup: 2000

Auszeichnungen
- Torschützenkönig der Türkiye Kupası 1999/2000